# Crash Nitro Kart
Crash Nitro Kart, abreviado como CNK, es un videojuego de carreras para las consolas PlayStation 2, Xbox, Nintendo GameCube, Game Boy Advance y N-Gage de la saga Crash Bandicoot. Fue lanzado al mercado en el año 2003 en las consolas de sobremesa y GBA, y en 2004 en la N-Gage, y la versión móvil se lanzó a nivel mundial el 20 de septiembre de 2004. Siendo una secuela directa de Crash Team Racing, este último desarrollado por Naughty Dog.
La versión de PlayStation 2 se incluye en una compilación de 3 discos llamada "Crash Bandicoot Action Pack", donde se incluyen aparte de Crash Nitro Kart, también Crash Twinsanity y Crash Tag Team Racing en Estados Unidos se lanzó el 12 de junio de 2007 y en Europa el 20 de julio de 2007. Este fue el último juego de Crash Bandicoot lanzado bajo la etiqueta Universal Interactive, que la empresa matriz Vivendi eliminaría después del lanzamiento de este juego, a favor de su nueva compañía, Vivendi Universal Games.

## Argumento
Este videojuego continua tiempo después de que Nitrous Oxide haya sido derrotado por el personaje que el jugador usó en Crash Team Racing, después Nitrous Oxide decidió aliarse con el emperador de su planeta, con el que la historia de esta entrega transcurre, después de la alianza de Oxide, la historia gira en torno al emperador del planeta de Nitrous Oxide, es decir, Velo XXVII el cual desafía a los terrícolas a una carrera de karts, el cual se ha declarado el corredor más rápido de toda la galaxia. 
Al traer a Crash y sus amigos al coliseo espacial exige a nuestros personajes que se enfrenten entre sí (en equipos) para hallar a un equipo que pueda desafiarlo. Finalmente añade que si un equipo gana, los devolverá a la tierra, pero que si él gana se apoderará de la Tierra y la destruirá. Así todos se incorporan a una batalla en contra de Velo y los clásicos rivales del juego tradicional pueden ser seleccionados.

## Modos de juego

### Modo Aventura
En este modo se viaja a través de los cuatro mundos (uno adicional distinto de los demás): Terra, (Jefe: Krunk), Barin (Jefe: Nash), Fenómena (Jefe:Norm), Teknee (Jefe: Geary) y Cámara Velo (el mundo donde esta Velo, los torneos de las gemas y una pista secreta), cada mundo consta de tres carreras y cada una tiene un trofeo, una ficha, y una reliquia, cuando ganes los tres trofeos de cada mundo podrás enfrentarte al jefe del mundo el cual tiene una habilidad especial, si lo vences te dará una llave y pasarás al siguiente mundo, cuando ganes cuatro llaves te enfrentarás a Velo.
Adicionalmente puedes ganar las 16 fichas las cuales desbloquearán las cuatro copas de gema, y cuando las ganes podrás correr en la Autopista Espacial

### Modo Contrarreloj
Podrás correr contrarreloj, al mejorar el tiempo predeterminado, serás retado por el fantasma de Nefarious Tropy, y si le mejoras el tiempo retarás al fantasma del Emperador Velo.

### Modo Arcade
En este modo tienes dos opciones para jugar, carrera simple o copa: En modo carrera simple puedes elegir la pista que quieras mientras que en modo copa son por grupo de cuatro pistas

#### Un Jugador
Para jugar en cualquier pista sin recibir nada a cambio aunque puedes mejorar tu juego y practicar mucho.

#### Copa
Hay cuatro copas, las corres en los tres niveles de dificultad.

### Modo V.S.
Puedes retar a tus amigos jugadores sin o con contrincantes CPU

### Modo batalla
Consiste en una pelea multijugador que se realiza en un entorno cerrado y no en una pista de carreras. Previa configuración de qué armas se pueden utilizar y de cuanta vitalidad dispone cada jugador entre otras características, se inicia la batalla en estas pistas:
- Templo Tumulto
- Frenezí Helado
- Tormenta de Arena
- Caos Magnético
- Terra-Domo (Solo jugable al ganar las 4 fichas CNK de color morado)

## Ataque y armas
A lo largo de las carreras, los competidores van adueñándose de armas para atacar a sus contrincantes, luego de tomarlas las cajas. Las armas tienen mejoras si al tomarlas se tienen 10 frutas WUMPA (que se encuentran en unas cajas sin símbolo , más que unas rayas verticales) , lo que se conoce como "CON ZUMO".Si un piloto se sale de la pista, se le puede pasar el efecto de algún arma usada contra él al volver a la pista. Estas armas son:

### Misil
- NORMAL Arma básica, dispara una bengala en línea recta que persigue al corredor que va delante de quien la dispara. Puede estrellarse contra obstáculos que estén en su camino.
- CON ZUMO Fija el blanco aún mejor.

Notas: Se pueden conseguir hasta tres misiles de una caja. Cuando alguien te apunta con uno, aparece un indicador con flechas amarillas

### Bomba
- NORMAL Dispositivo de ataque que consiste en una bomba que circula un corto tramo por la pista antes de explotar. Se puede lanzar hacia atrás e incluso hacer estallar volviendo a pulsar el botón de ataque.
- CON ZUMO: Cuando estalla, la onda expansiva es mucho mayor.

Nota: Se pueden conseguir hasta tres bombas de una sola caja.

### Bombión/Bomba Eléctrica
- NORMAL Bombión Azul, que hace girar a cualquiera que la toque, incluido tú. Puede lanzarse hacia atrás,.
- CON ZUMO Bombión Rojo, que hace dar vueltas, se atrae a cualquier kart, como un imán incluyendo al tuyo; si cogiste alguna caja, y ya escogió el poder, el poder cambiará, cambia tus botones de manejo.

### Cajas explosivas
- NORMAL Caja de TNT (Dinamita) de color rojo, que al chocar con ella, se te pone encima. Si esto ocurre, tienes 3 segundos para saltar sin parar (botón R1) y quitártela de encima. Si no, estallará.
- CON ZUMO Caja de nitroglicerina de color verde, que estalla en cuanto la tocas.

### Escudo
- NORMAL Burbuja de color verde que te protege de posibles ataques. Al pasar un rato, se desvanece. Si chocas con alguien, será disparado por los aires, estallando la burbuja
- CON ZUMO Burbuja azul, que no se desvanece con el tiempo.

### Tornado
- NORMAL Tornado de energía que al dispararla corre por la pista hasta alcanzar a quien va primero.
- CON ZUMO Alcanzará a todo el que esté delante de ti.

Notas: Los Tornados son ineficaces si vas primero o si el objetivo ha terminado la carrera. Si te apuntan con uno, un indicador de flechas azules aparece detrás de ti.

### Mina de Hielo
- NORMAL Mina de Hielo Azul que congela a cualquier piloto que la toque
- CON ZUMO Mina de Hielo Rosa con un congelamiento que dura más tiempo.

### Máscara del hechicero
- NORMAL Aku Aku, Vel-Vok o Uka Uka te ayudará durante un rato. Irás a toda pastilla y además, serás invulnerable. Si tocas a alguien, saldrá disparado por los aires.
- CON ZUMO Dura más tiempo.

### Reloj de N.Tropy
- NORMAL Todos los pilotos, excepto tú, reducirán notablemente su velocidad durante un tiempo. Además, no podrán reunir armas.
- CON ZUMO Dura más tiempo.

### Turbo
- NORMAL Te da un impulso con el que incluso puedes aplastar a alguien.
- CON ZUMO Mayor impulso.

### Invisibilidad
- NORMAL Para el modo batalla, te vuelve invisible un rato.
- CON ZUMO Más tiempo.

Nota:solo para el modo de batalla

### Super-motor
- NORMAL Si pulsas X muchas veces, te da constantes impulsos. Solo para el modo batalla.
- CON ZUMO Más tiempo.

Nota:solo para el modo de batalla

### Torpedo
- NORMAL Es un misil que puedes moverlo a la dirección que tu quieras, pero que es muy poco maniobrable, se detona al chocar con algo o al pulsar Círculo (O)
- CON ZUMO Es Más Maniobrable

Nota:solo para el modo de batalla

## Personajes
| Crash Bandicoot (líder) | Dr. Neo Cortex (líder) | Nitrous Oxide    | N. Trance(líder) |       |       |      |             |          |       |
| Coco Bandicoot          | N. Gin                 | Zam              | Polar            |       |       |      |             |          |       |
| Crunch Bandicoot        | Tiny Tiger             | Zem              | Pura             |       |       |      |             |          |       |
| Fake Crash              | N. Tropy               | Real Velo(líder) | Dingodile        | Spyro | Krunk | Nash | Little Norm | Big Norm | Geary |

### Jefes
| Jefes         |
| ------------- |
| Krunk         |
| Nash          |
| Hermanos Norm |
| Geary         |
| Velo (líder)  |

## Pistas

### Terra
Isla Infierno
Boggie de la selva/En la Selva 
Templo de tiny
- Desafío de Krunk (En la Selva)
- Templo Tumulto (Arena para Ficha CNK)

### Barin
- Valle Meteorito / Cañón del Meteorito (GBA)
- Ruinas Barin
- Bajo el Agua / Conducción Submarina (GBA)
- Desafío de Nash (La Submarina )
- Frenesí Helado (esta no es carrera, aquí ganas una ficha CNK púrpura)

### Fenomena
- Fuera del Tiempo
- Wumpa Mecánica
- País del Trueno / Estupefacción (GBA)
- Desafío de Norm (Fuera del Tiempo)
- Tormenta de Arena / Tomenta del Desierto (GBA) (esta no es carrera, aquí ganas una ficha CNK púrpura)

### Teknee
- La Fábrica / Carril de Ensamblanaje (GBA)
- Zona Androide
- Avenida Electrón / Avenida Eléctrica (GBA)
- Desafío de Geary (Zona Androide)
- Caos Magnético (esta no es carrera, aquí ganas una ficha CNK púrpura recolectando 20 cristales)

### Ciudadela Velo/Cámara Velo
- Autopista Espacial
- Desafío de Velo (Autopista Espacial)

(aquí, en GBA se ganan trucos)
- Copa Gema Roja (aquí ganas la gema roja y un personaje secreto que es Dingodile)
- Copa Gema Verde (aquí ganas la gema verde y un personaje secreto que es Zem)
- Copa Gema Azul (aquí ganas la gema azul y un personaje secreto que es Polar)
- Copa Gema Morada (aquí ganas la gema púrpura y un personaje secreto que es Zam)

## Desarrollo
El juego que se convertiría en Crash Nitro Kart fue inicialmente conceptualizado y desarrollado por Traveller's Tales. El concepto original involucraba vehículos que sufrirían daños hasta que se redujeran a una sola rueda; el vehículo podría repararse recogiendo elementos especiales esparcidos por las pistas. Nina Cortex, que luego aparecería en Crash Twinsanity, fue creada y diseñada por Duke Mighten durante esta etapa de desarrollo. Las tareas de desarrollo del juego se transfirieron posteriormente a Vicarious Visions, donde el juego se tituló tentativamente Crash Team Racing 2 durante la preproducción.
Los personajes del juego fueron diseñados por el veterano de la serie Charles Zembillas, mientras que los entornos fueron diseñados por Joe Pearson (otro veterano de la serie), John Nevarez, Alan Simmons y Di Davies. Los karts fueron diseñados por Perry Zombolis Jr. y Andy Lomerson.

## Recepción
Crash Nitro Kart ha recibido críticas positivas, tanto del público, como de los críticos. La versiones de Gameboy Advance y Xbox recibieron críticas generalmente positivas, mientras que las versiones de N-Gage, Gamecube y PS2 recibieron críticas "favorables a mixtas". Manny LaMancha de GamePro concluyó que la jugabilidad de Crash Nitro Kart era adictiva aunque no innovadora. "La Revista Oficial de PlayStation" dijo que Crash Nitro Kart era "satisfactorio y desafiante al mismo tiempo" y "una excelente manera de satisfacer esa necesidad de velocidad". Nintendo Power elogió los karts como "rápidos" y los potenciadores como "creativos".

## Datos Adicionales
- Pura - Personaje Secreto se consigue al hacer 50 derrapes en un circuito con el Equipo Bandicoot/Remplazado por Spyro (GBA)
- Spyro - Derrotar a Velo con Equipo Bandicoot (GBA)
- Falso Crash - Personaje Secreto se consigue al hacer 50 derrapes en un circuito con el Equipo Cortex/Encontrarlo en la pista Fuera del Tiempo (GBA)
- Dr. Nefarious Tropy - Personaje Secreto se consigue al vencer su fantasma en modo contrarreloj /Derrotar a Velo con Equipo Cortex (GBA)

### Jefes
Los jefes no son personajes jugables en las versiones de sobremesa,Solo son jugables únicamente en la versión de GBA.
- Velo - Personaje Secreto se consigue al pasarte el 100% del juego con el Equipo Bandicoot y Equipo Cortex/Ganarle con cualquiera de los 2 equipos en (GBA)
- Krunk-Jefe que tira frutas infinitas y se desbloquea al ganarle la carrera en modo aventura(GBA)
- Nash-Jefe que tira dentaduras infinitas y se desbloquea al ganarle la carrera en modo aventura(GBA)
- Hermanos Norm-Jefes que tiran burbujas imaginarias infinitas y se desbloquean al ganarle la carrera en modo aventura(GBA)
- Geary-Jefe que tira artículos de limpieza infinitos y se desbloquea al ganarle la carrera en modo aventura(GBA)
- Dingodile-Personaje Secreto que se desbloquea con la gema roja
- Polar-Personaje Secreto que se desbloquea con la gema azul
- Zem-Personaje Secreto que se desbloquea con la gema verde
- Zam-Personaje secreto que se desbloquea con la gema morada
- N.Oxide-Terminar  el juego al 101%(GBA)